# Emmanuel de Liechtenstein
Emmanuel de Liechtenstein, nascut el 1700, mort el 1771. Fill de Philippe-Érasme de Liechtenstein i de Christiane de Loewenstein-Wertheim-Rochefort. El 1700 es va casar amb Marie de Dietrichstein (1707-1777).
D'aquesta unió van néixer :
- François-Joseph Ier de Liechtenstein
- Philippe de Liechtenstein (1731-1757)
- Jean de Liechtenstein (1734-1781)
- Marie-Amélie de Liechtenstein (1737-1787), el 1754, es va casar amb Sigismond de Khevenhüller-Metsch (1732-1801)
- Marie-Anne de Liechtenstein (1738-1814), el 1754, es va casar amb el comte Emmanuel-Philibert de Waldstein (1731-1775)
- Marie-Françoise de Liechtenstein (1739-1821), el 1755, es va casar amb el príncep Charles-Joseph de Línia (1735-1814)